# Panton Krueng (Sampoiniet)
Panton Krueng is een bestuurslaag in het regentschap Aceh Jaya van de provincie Atjeh, Indonesië. Panton Krueng telt 67 inwoners (volkstelling 2010).